# 通卡
50°28′6″N 32°57′35″E / 50.46833°N 32.95972°E
通卡（烏克蘭語：Тонка），是烏克蘭北部的村莊，隸屬切爾尼希夫州的普里盧基區。該村面積0.27平方公里，海拔高度161米，2006年人口30，人口密度每平方公里142.3人。